# Friande (Felgueiras)
Friande is een plaats (freguesia) in de Portugese gemeente Felgueiras en telt 1664 inwoners (2001).